# Sérgio Antônio Soler de Oliveira Júnior
Sérgio Antônio Soler de Oliveira Júnior (sinh ngày 15 tháng 3 năm 1995), tên thường gọi là Serginho hay Sai Erjini'ao (tiếng Trung: 塞尔吉尼奥; bính âm: Sài Ěrjíní'ào) là một cầu thủ bóng đá người Trung Quốc gốc Brasil chơi ở vị trí tiền vệ cho Beijing Guoan.

## Sự nghiệp quốc tế
Ngày 13 tháng 3 năm 2025, Serginho quyết định chơi cho đội tuyển Trung Quốc.